# Rehau
Rehau (ⓘ) ist eine Stadt im oberfränkischen Landkreis Hof in Bayern nahe dem Dreiländereck Bayern-Sachsen-Böhmen. Sie liegt 15 Kilometer südöstlich von Hof (Saale) an der Bayerischen Porzellanstraße und gehört zum bayerischen Vogtland. Im Landesentwicklungsprogramm Bayern ist Rehau als Mittelzentrum ausgewiesen.

## Geographie

### Geographische Lage

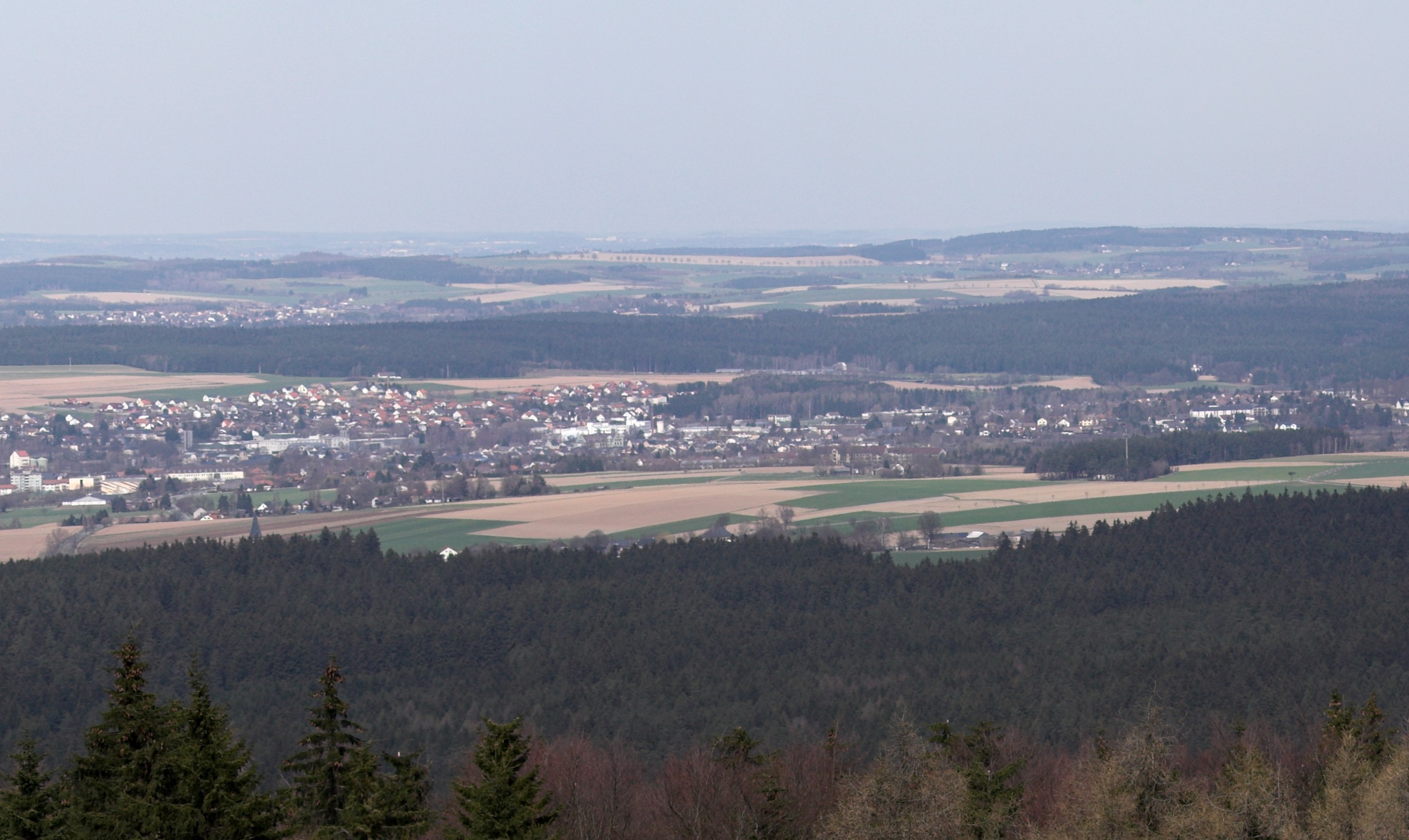
Blick vom Großen Kornberg auf Rehau

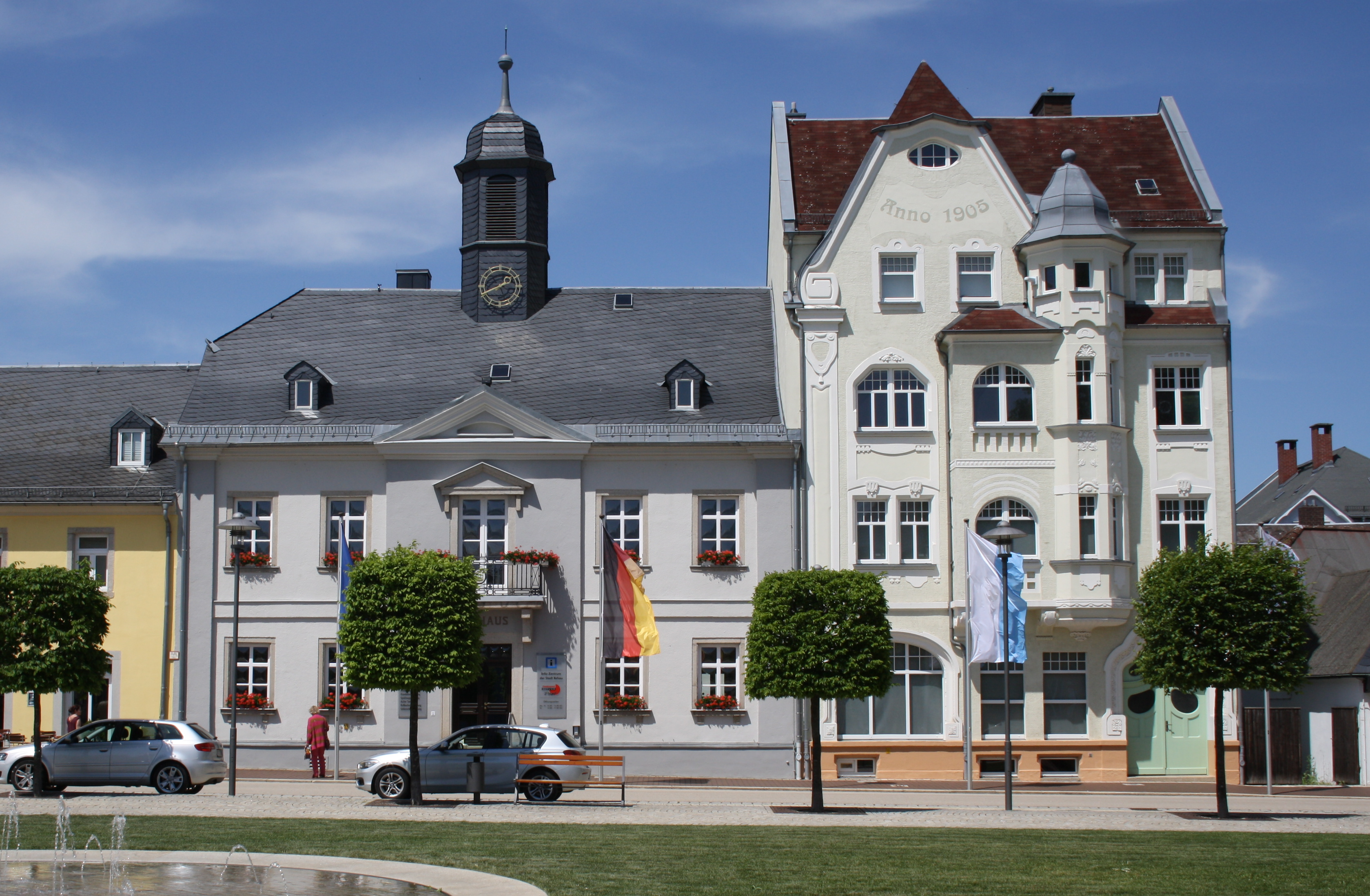
Rathaus und Museum

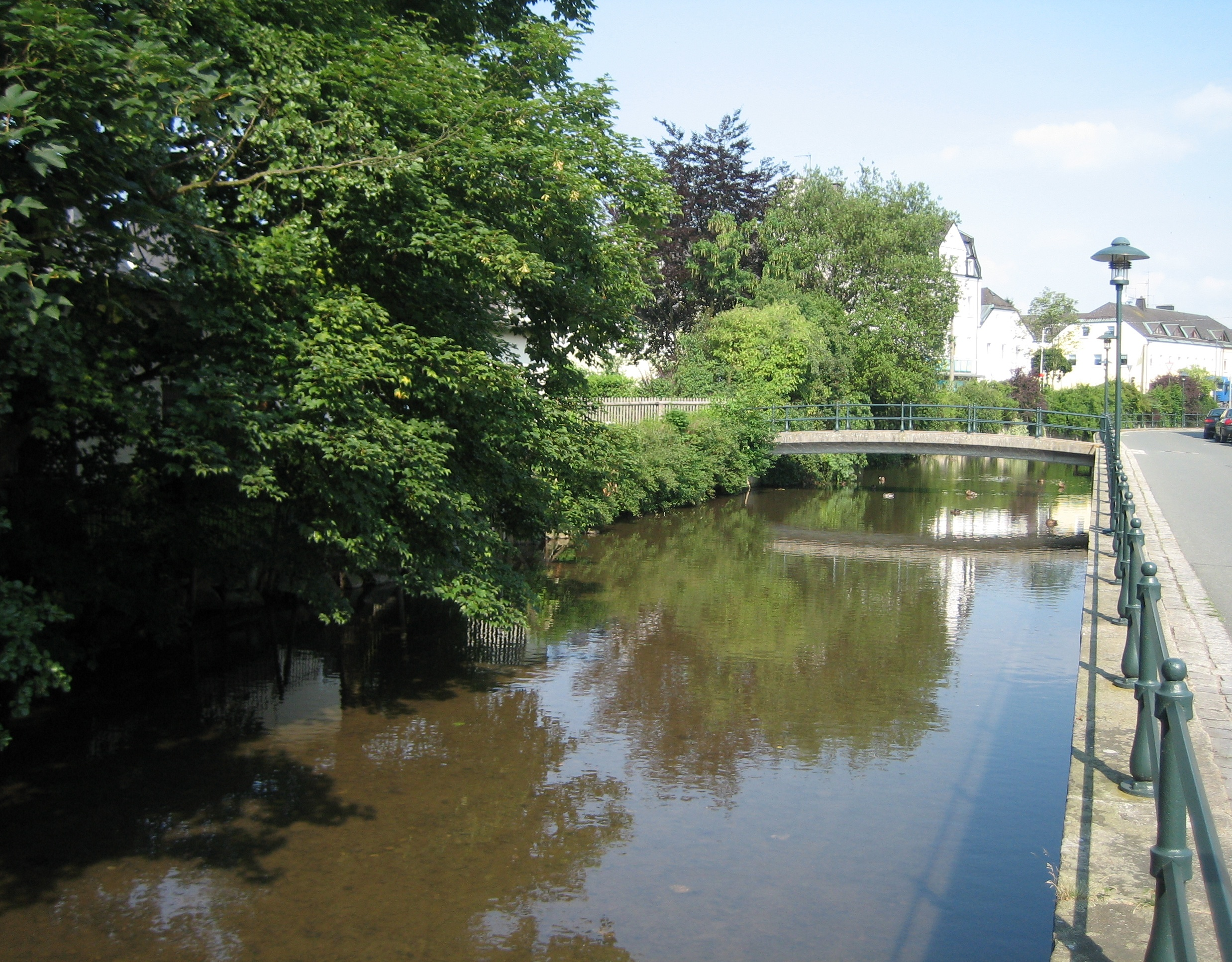
Perlenbach

Eingebettet in die hügeligen Ausläufer des nördlichen Fichtelgebirges liegt die Stadt am Fuße des Großen Kornbergs (827 m ü. NHN) im Nordosten von Oberfranken. Die Entfernung zur Grenze der Tschechischen Republik beträgt drei, zum Freistaat Sachsen neun Kilometer. Durch Rehau fließen der Perlenbach und der Höllbach, die sich im Stadtgebiet zur Schwesnitz vereinigen.

### Nachbargemeinden
Nachbargemeinden sind im Uhrzeigersinn, beginnend im Norden: Regnitzlosau, Hranice u Aše (Roßbach), Krásná (Schönbach b. Asch), Aš (Asch), Selb, Schönwald, Schwarzenbach an der Saale, Oberkotzau und Döhlau.

### Gemeindegliederung
Rehau besteht aus 29 Gemeindeteilen (in Klammern ist der Siedlungstyp angegeben):
- Baumgärtelmühle (Einöde)
- Degenreuth (Dorf)
- Dobeneck (Dorf)
- Dürrenlohe (Einöde)
- Eulenhammer (Weiler)
- Faßmannsreuth (Dorf)
- Fohrenreuth (Dorf)
- Heideckerziegelhütte (Einöde)
- Heinersberg (Dorf)
- Hirschberg (Einöde)
- Hohehäuser (Einöde)
- Kühschwitz (Dorf)
- Löwitz (Dorf)
- Ludwigsbrunn (Dorf)
- Neuhausen (Dorf)
- Pilgramsreuth (Pfarrdorf)
- Rehau (Hauptort)
- Röllmühle (Einöde)
- Rosenbühl (Weiler)
- Schönlind (Dorf)
- Schwarzwinkel (Einöde)
- Seelohe (Weiler)
- Sigmundsgrün (Kirchdorf)
- Timpermühle (Einöde)
- Voitmühle (Einöde)
- Waldhaus (Einöde)
- Woja (Dorf)
- Wurlitz (Dorf)
- Wüstenbrunn (Weiler)

Außerdem gibt es die Siedlung Neukühschwitz und die Einöde Wendelhof.
Es gibt auf dem Gemeindegebiet die Gemarkungen Faßmannsreuth, Fohrenreuth, Kühschwitz, Neuhausen, Pilgramsreuth, Rehau, Rehau und Wurlitz. Die Gemarkung Rehau hat eine Fläche von 16,148 km² und ist in 6330 Flurstücke aufgeteilt, die eine durchschnittliche Fläche von 2551,00 m² haben. In ihr liegen die Gemeindeteile Degenreuth, Dürrenlohe, Heinersberg, Löwitz, Röllmühle und Seelohe.

## Geschichte

### Namensentwicklung
Trotz des sprechenden Wappens aus dem Jahr 1427 hat der Name Rehau weder mit einem Reh noch mit einer Au etwas zu tun. Rehau tauchte 1234 als „Resawe“ erstmals auf, das dürfte auf das slawische Wort rezawe zurückgehen, das einen Waldausschnitt oder eine Waldrodung bezeichnet. Im Laufe der Zeit verschwand das s, und der Name wurde zu Reh-Au umgedeutet (ein W wurde in jener Zeit häufig als U geschrieben). Auf einer bronzenen Grabtafel des ersten Rehauer Pfarrers Behr aus dem Jahr 1497 wird noch die Schreibweise Rehaw verwendet.

### Geschichte

Plan von Rehau vor dem Stadtbrand von 1817, gesüdet

Rehau nach dem Wiederaufbau ab 1824, gesüdet

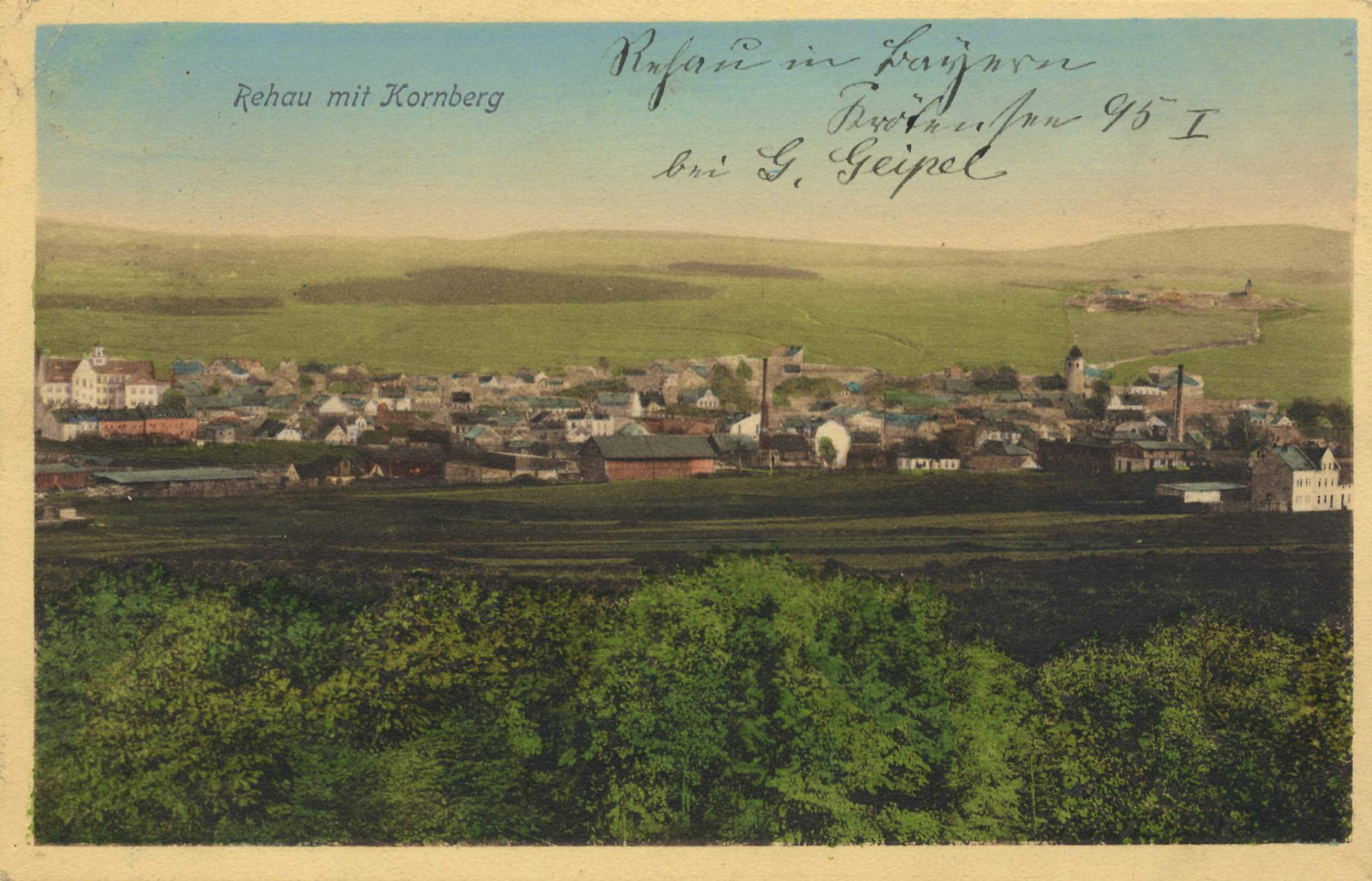
Rehau, Postkarte um 1900

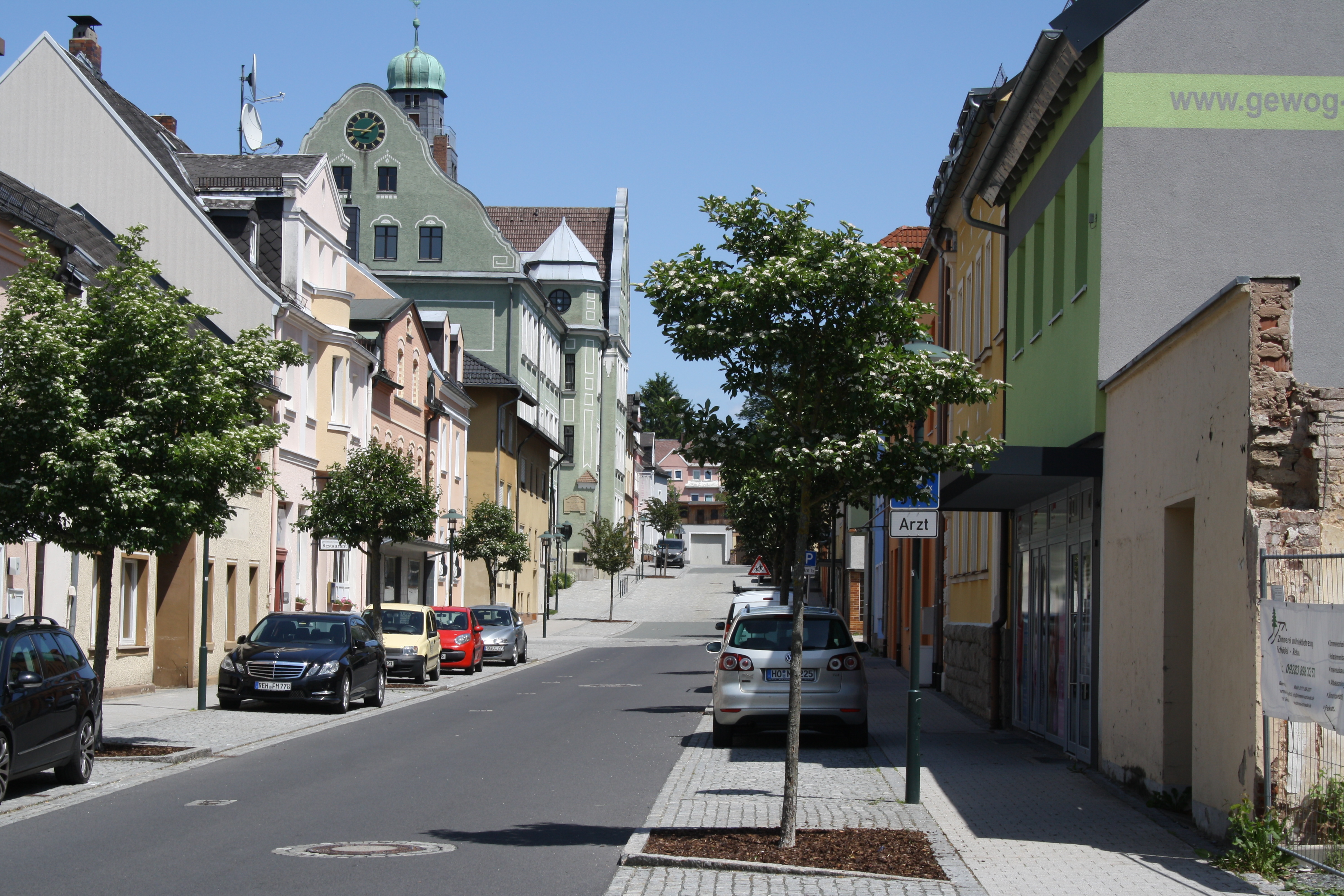
Wallstraße

Rehau wurde 1234 erstmals urkundlich als „Resawe“ erwähnt und erhielt 1427 die Stadtrechte. Schon vor der Erhebung zur Stadt bestand eine dem Heiligen Jobst geweihte Kapelle, die der Mutterkirche in Schwarzenbach an der Saale unterstand. Erster wehrhafter Ansitz war der Burgstall Rehau. Am 22. Mai 1470 stellte der Rat der Stadt Rehau erfolgreich den Antrag auf Gründung einer eigenen Pfarrei. Ab 1500 lag Rehau im Fränkischen Reichskreis. Aufgrund der Zugehörigkeit zum Fürstentum Kulmbach (seit 1604 Fürstentum Bayreuth), das von 1527 bis 1541 vom Ansbacher Markgrafen Georg mitregiert wurde, führte man in Rehau die Reformation und das lutherische Bekenntnis ein. Die auf dem Grund der alten Kapelle errichtete evangelische Hauptkirche trägt noch den Namen Pfarrkirche St. Jobst. Sie ist das älteste Bauwerk der Stadt. Der Kirchturm wurde 1607 aufgestockt und mit einem Gedenkstein, der diese Jahreszahl trägt, versehen. Das ist die älteste Inschrift in Rehau.
Im Jahre 1622 war in Rehau eine Kippermünzstätte in Betrieb. 1647 fand im Stadtteil Pilgramsreuth, damals noch ein selbständiges Dorf, der erste feldmäßige Kartoffelanbau in Deutschland statt, zwei Jahre vor dem ersten Anbau in Preußen.
Im Jahre 1791 kam Rehau mit dem Markgraftum Bayreuth zu Preußen. Von 1806 an war die Stadt vier Jahre lang unter französischer Verwaltung. Am 30. Juni 1810 übergab die französische Armee das ehemalige Fürstentum an das mittlerweile zum Königreich aufgestiegene Bayern, das es für 15 Millionen Francs von Napoleon Bonaparte gekauft hatte.

Typisch für den Rehauer Wiederaufbau des 19. Jahrhunderts sind die klassizistischen Portale aus heimischem Granit

In den Jahren 1512, 1763 und 1817 verwüsteten verheerende Brände fast die ganze Stadt. Der schachbrettartige Wiederaufbau nach dem Brand von 1817, bei dem 168 Wohnhäuser mit Nebengebäuden, 300 Scheunen sowie die soeben eingefahrene Ernte, das Pfarrhaus, das Brauhaus, das Rathaus, das Landgericht, die Hammermühle und die Kirche niederbrannten, erfolgte unter der Leitung von Johann Wilhelm Baumann und dauerte bis 1824. Dieser Wiederaufbau gilt als Beispiel einer klassizistischen Städteplanung und sollte als Vorbild für alle weiteren bayerischen Städte dienen, die durch derartige Katastrophen zerstört worden waren („Modellstadt Rehau“).
Im Frühjahr 1945 führte der zweite Todesmarsch von Helmbrechts durch das heutige Rehauer Stadtgebiet. 1175 weibliche Häftlinge wurden aus dem KZ-Außenlager Helmbrechts evakuiert und sollten über Franzensbad ins böhmische Wallern gebracht werden. Zwischen 200 und 500 Frauen starben unterwegs an Erschöpfung oder wurden ermordet (siehe auch Gedenkstätte Langer Gang). In einem Sammelgrab auf dem kommunalen Friedhof von Rehau sind vier dieser KZ-Opfer bestattet.
Zwischen Juli 1946 und Frühjahr 1948 gab es in Rehau ein Lager für jüdische Displaced Persons (DP), in dem 1946 250 und 1947 87 Überlebende der nationalsozialistischen Judenverfolgung untergebracht waren.
Bis 1972 war Rehau Kreisstadt des gleichnamigen Landkreises. Das moderne Rathaus der Stadt beherbergte bis zur Landkreisreform das Landratsamt. Im Rahmen der Gebietsreform 1978 wurde die Kommune um fünf vormals selbständige Gemeinden erweitert.
Im Sommer 2002 fand vor der Stadt das Bundeslager des Verbandes Christlicher Pfadfinderinnen und Pfadfinder (VCP) unter dem Motto Jurtown – It’s Yourtown statt. An dem Lager nahmen etwa 4100 Kinder und Jugendliche im Alter von 10 bis 18 Jahren aus dem gesamten Bundesgebiet sowie viele internationale Gäste aus Thailand, Finnland, Israel usw. teil.
Am 1. April 2007 übernahm Michael Abraham das Amt des Ersten Bürgermeisters der Stadt Rehau.

### Eingemeindungen
Im Zuge der Gebietsreform in Bayern wurden am 1. Mai 1978 die Gemeinden Faßmannsreuth, Fohrenreuth, Neuhausen, Pilgramsreuth und Wurlitz sowie der Gemeindeteil Kühschwitz der Gemeinde Kautendorf in die Stadt Rehau eingegliedert.

### Einwohnerentwicklung
Im Zeitraum 1988 bis 2018 sank die Einwohnerzahl von 9880 auf 9424 um 456 bzw. um 4,6 %. Am 31. Dezember 1993 hatte die Stadt 10.593 Einwohner.
| Jahr | Einwohner |
| ---- | --------- |
| 1960 | 11.689    |
| 1970 | 12.268    |
| 1980 | 10.760    |
| 1990 | 10.322    |
| 1995 | 10.526    |
| 2000 | 10.301    |

| Jahr | Einwohner |
| ---- | --------- |
| 2005 | 9.930     |
| 2007 | 9.815     |
| 2008 | 9.631     |
| 2009 | 9.476     |
| 2010 | 9.427     |
| 2011 | 9.412     |

| Jahr | Einwohner |
| ---- | --------- |
| 2012 | 9.374     |
| 2013 | 9.364     |
| 2014 | 9.303     |
| 2015 | 9.335     |
| 2016 | 9.352     |
| 2017 | 9.445     |

| Jahr | Einwohner |
| ---- | --------- |
| 2018 | 9.424     |
| 2019 | 9.398     |
| 2020 | 9.319     |
| 2021 | 9.324     |
| 2022 | 9.369     |
| 2023 | 9.366     |

| Jahr | Einwohner |
| ---- | --------- |
| 2024 | 9.422     |
| 2025 |           |
| 2026 |           |
| 2027 |           |
| 2028 |           |
| 2029 |           |

Quelle: Bayerisches Landesamt für Statistik und Datenverarbeitung bis 2000, ab 2002, danach Stadt Rehau.

## Politik

Michael Abraham (1. Bürgermeister)

### Stadtrat
Der Stadtrat hat 20 Mitglieder (Wahlperiode 2020/26):
- CSU 9 Sitze
- SPD 4 Sitze
- Freie Unabhängige Wählerschaft (FUWR) 4 Sitze
- Alternative für Deutschland (AfD) 2 Sitze
- Fraktionslos 1 Sitz

### Bürgermeister
Hauptamtlicher Erster Bürgermeister ist Michael Abraham (CSU) seit 2007. Seine Vorgänger waren 
| Strobel, Fritz † | CSU | Mai 1948 bis Dezember 1963        |
| Stang, Gustav †  | SPD | März 1964 bis 30. September 1971  |
| Thümler, Heinz † | SPD | 1. Oktober 1971 bis 31. März 1983 |
| Pöpel, Edgar     | CSU | 1. April 1983 bis 31. März 2007   |

### Patenschaft/Städtepartnerschaften
- 1954 wurde zusammen mit der Stadt Selb die Patenschaft für die vertriebenen Sudetendeutschen aus der Nachbarstadt Asch übernommen.
- Seit 1963 besteht eine Städtefreundschaft mit Bourgoin-Jallieu in Frankreich im Département Isère (zwischen Lyon und Grenoble). Ausgangspunkt hierfür waren die sogenannten Franzosengräber zweier napoleonischer Soldaten aus dem Jahre 1813 im Rehauer Wald. Beim Rückzug von Napoleons Armee waren sie zurückgelassen worden, Bauern im Rehauer Ortsteil Faßmannsreuth übernahmen ihre Versorgung. Nach dem Tod wurden sie im Wald beigesetzt. Seitdem wurden die Gräber über alle Zeiten hinweg immer von der Bevölkerung gepflegt. Als eine französische Besuchergruppe darauf aufmerksam wurde, fand deren Bericht in Frankreich große Resonanz und so wurde der Grundstein für die Städtefreundschaft zwischen Rehau und Bourgoin-Jallieu gelegt. Dies war eine der ersten Partnerschaften zwischen Deutschland und Frankreich nach dem Zweiten Weltkrieg.
- Seit 1990 besteht eine Städtepartnerschaft mit der Stadt Oelsnitz im Vogtland.
- Seit 2004 besteht eine Städtepartnerschaft mit der polnischen Stadt Oborniki Śląskie (Obernigk in Niederschlesien) nördlich von Breslau.

Die Stadt war maßgeblich an der Gründung der tschechisch-deutschen Vereinigung Freunde im Herzen Europas beteiligt.
Der Stadt Rehau wurde im Jahr 2010 das Europadiplom verliehen, es bildet die erste Stufe von insgesamt 4 Stufen des Europapreises. Im Jahr 2013 folgte die zweite Stufe mit der Ehrenfahne des Europarates. Mit der Ehrenplakette des Europarates im Jahr 2019 wurden erneut die besonderen Verdienste der Stadt Rehau um die europäische Integration ausgezeichnet.

### Wappen
| Wappen Stadt Rehau | Blasonierung: „In Silber auf grünem Boden ein zwischen zwei grünen Nadelbäumen springendes rotes Reh, dessen linkes Vorderblatt mit einem von Silber und Schwarz gevierten Schildchen belegt ist“ |
| Wappen Stadt Rehau | Wappenführung seit 1427 |

## Kultur und Sehenswürdigkeiten

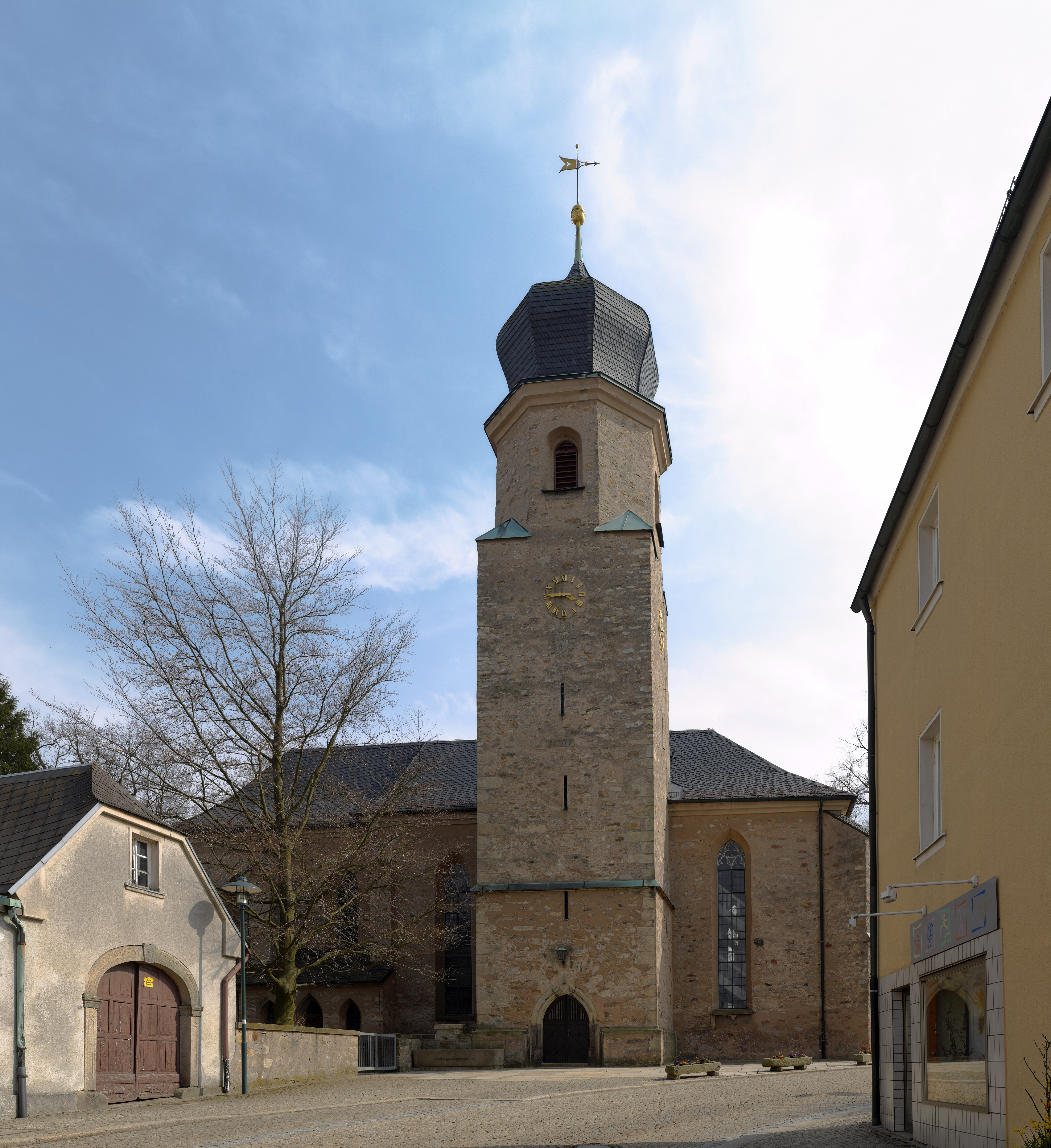
Pfarrkirche St. Jobst

### Museen

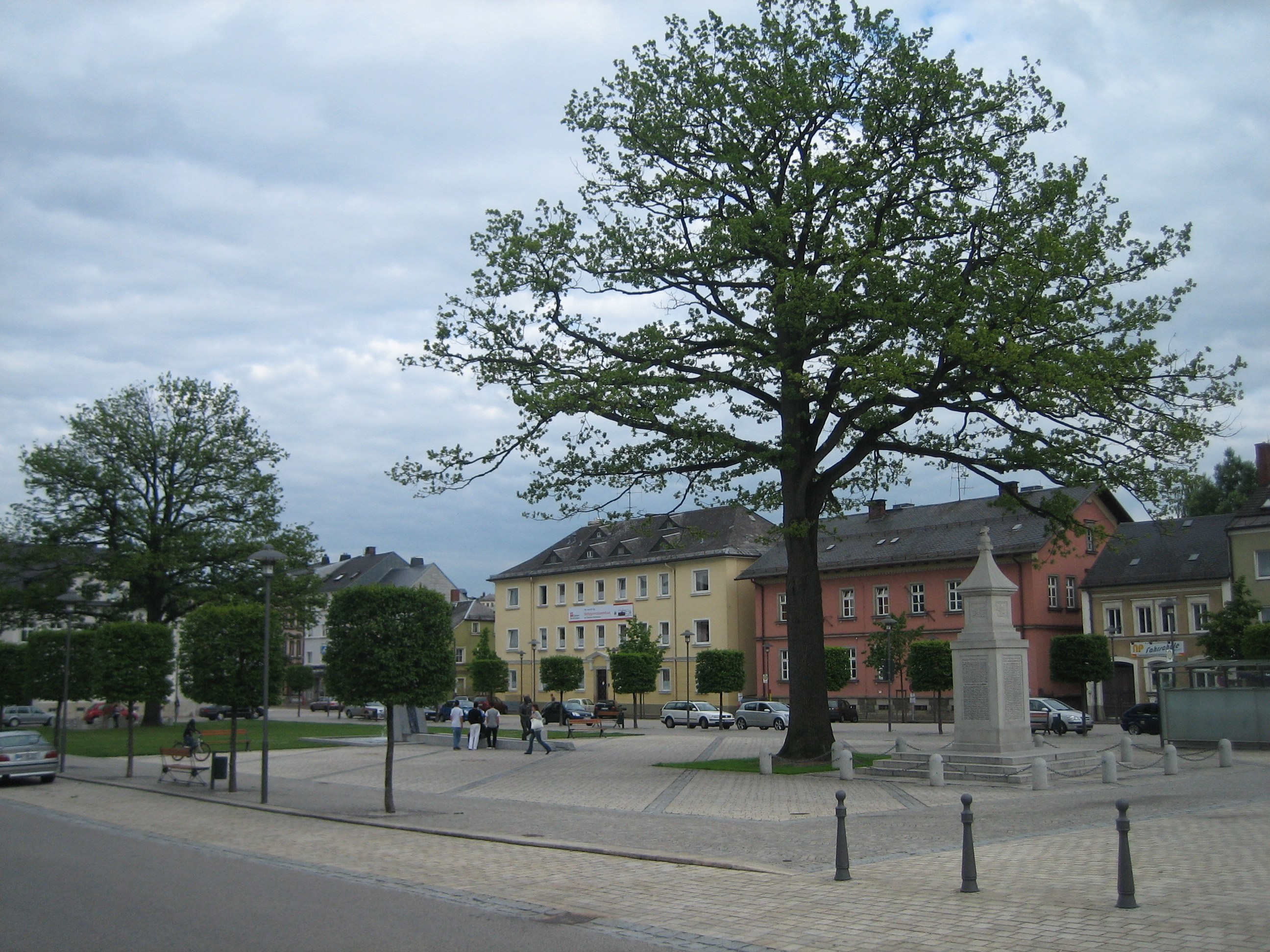
Maxplatz – rechts im Bild das Kriegerdenkmal für die Gefallenen des Ersten Weltkriegs

Das Museumszentrum am Maxplatz zeigt Exponate zur Stadtgeschichte. Neben der stadtgeschichtlichen Sammlung befinden sich auch eine original eingerichtete Drogerie und eine historische Schmiede. Mit der Ascher Sammlung und der Roßbacher Weberstube wird das kulturelle Erbe der Sudetendeutschen dokumentiert. Ergänzt wird dies mit der Schlesischen Sammlung.
Die Stadtgeschichte und vor allem das Stadtbild von Rehau ist geprägt von drei Stadtbränden. Im Museumszentrum werden anhand von zwei Stadtmodellen nicht nur die gravierenden Unterschiede vor und nach dem Brand von 1817 deutlich, sondern auch wie Rehau zur „Modellstadt Bayerns“ wurde. Rehau wurde auf Betreiben des bayrischen Königs Max I. nach brandschutztechnischen Erkenntnissen vollständig neu aufgebaut.
Die Mechanische Werkstatt im Angergäßchen ist ein Zeugnis der Anfangszeit der Industrialisierung in Rehau und besticht durch die erhaltene Originaleinrichtung. In ihr lernte der in Wurlitz geborene Bauernsohn Hans Vogt, der Miterfinder des Tonfilms.
Ein besonderer kultureller Höhepunkt ist das Kunsthaus Rehau ergänzt durch einen Skulpturenpark.

### Regelmäßige Veranstaltungen
Das Heimat- und Wiesenfest findet alle zwei Jahre abwechselnd mit dem Rehauer Stadtfest statt und zwar immer am ersten Wochenende im Juli.
Der Rehauer Lebkuchenmarkt findet immer am 1. Adventswochenende in Rehau statt. Der Markt ist einzigartig und könnte sich zu Recht als „Erster Deutscher Lebkuchenmarkt“ bezeichnen, weil es ihn so nirgendwo sonst gibt. Eine Vielzahl von namhaften regionalen Lebkuchenbäckereien bieten ihre Produkte alle gemeinsam nur auf dem Lebkuchenmarkt in Rehau an.
Der Lebkuchenmarkt wurde als „globale Leitmesse für Pfeffer- und Honigkuchen“ bezeichnet und gibt Gelegenheit, sich über hunderte verschiedene Lebkuchen zu informieren.

### Auszeichnung „Goldene Kartoffel“
Seit 1998 verleiht die Stadt Rehau den Preis der Goldenen Kartoffel, der an die Pioniertat Pilgramsreuther Bauern im Kartoffelanbau erinnern soll. Preisträger waren Edmund Stoiber, der Heimatforscher Max Wirsing, der den frühen Kartoffelanbau nachgewiesen hat, der bayerische Minister Josef Miller, der Bauernverbandspräsident Gerd Sonnleitner, Landtagspräsident Alois Glück, der Koch Alfons Schuhbeck, der Kabarettist Richard Rogler und der damalige Bundesminister der Verteidigung Karl-Theodor zu Guttenberg sowie der Koch Alexander Herrmann.

## Wirtschaft und Infrastruktur

Die Fichte ist der dominierende Baum in den Wäldern um Rehau

Die Industrialisierung der Stadt wurde über 100 Jahre durch zwei inzwischen geschlossene Porzellanfabriken wesentlich mitbestimmt: Zeh, Scherzer & Co. (1880–1992) sowie Hertel-Jacob (1907–1970). Die Stadt Rehau besitzt die höchste Industriedichte Bayerns.
Der Wirtschaftsstandort Kunststoffstadt Rehau ist heute vor allem durch seine Kunststoff-, Keramik-, Leder- und Metallindustrie geprägt. Die erfolgreiche und breit aufgestellte Wirtschaft ist das Ergebnis des erfolgreichen Wandels von einer Porzellanstadt über die Hochburg der bayerischen Lederverarbeitung bis hin zum Zentrum der kunststoffverarbeitenden Industrie.
Dutzende kleiner und mittelständischer Unternehmen sowie auch ein Weltunternehmen aus dem Bereich der Kunststoffverarbeitung – die Firma REHAU AG + Co., die am Ort ihren Stammsitz hat und hier über 2500 Menschen beschäftigt – fördern kontinuierlich die positive Weiterentwicklung der Stadt und bieten eine Vielzahl an hochqualifizierten Arbeitsplätzen.

### Ansässige Unternehmen
- Rehau Gruppe
- Lamilux – Heinrich Strunz Gruppe

### Verkehr

#### Straßenverkehr
Die Stadt Rehau ist mit zwei Anschlussstellen an die A 93 angebunden. Die B 289 von Westen kommend endet an der A93 Anschlussstelle 6 (Rehau/Süd), als Staatsstraße 2192 verläuft sie dann von der A93 (Anschlussstelle 6) bzw. der B299 weiter nach Osten und von der A93 (Anschlussstelle 5) verläuft sie nach Norden (in Rehau gleichlaufend mit der A93 als Umgehungsstraße), die Kreisstraße Hof 4 geht von Rehau nach Nordosten, die Kreisstraße Hof 5 geht von Rehau nach Norden

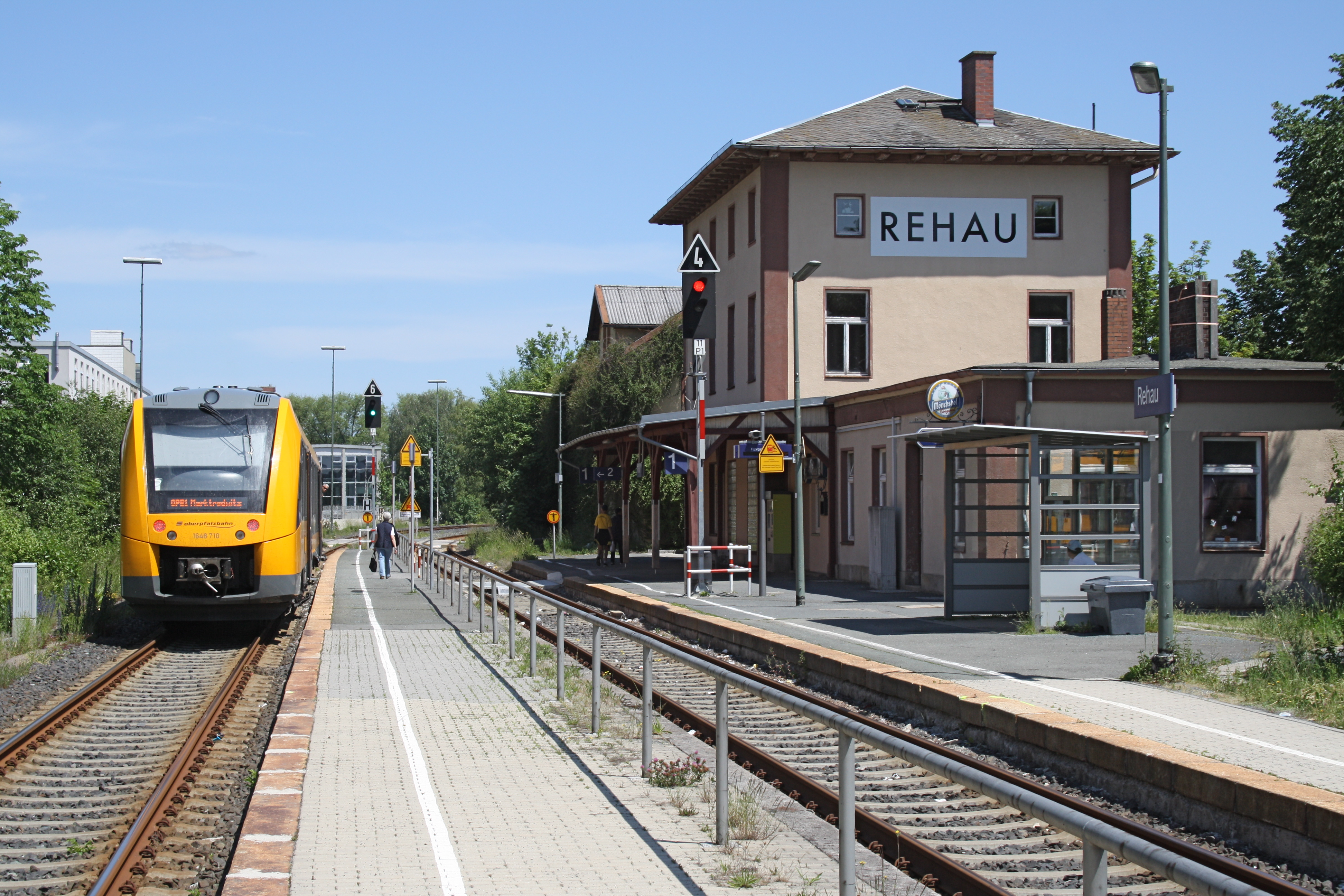
Bahnhof Rehau mit Triebzug des Typs LINT 41 der Oberpfalzbahn

#### Schienenverkehr
Rehau liegt an Bahnstrecke Hof–Selb–Eger/Cheb. Neben dem Bahnhof Rehau gibt es im Ortsteil Wurlitz einen Haltepunkt. Die Strecke Hof–Selb wird seit 2011 von Agilis bedient. Seit 2015 besteht darüber hinaus eine internationale Bahnverbindung von Hof über Rehau und Selb ins tschechische Eger(Cheb). Diese Verbindung wird von der Oberpfalzbahn betrieben.

### Öffentliche Einrichtungen

#### Polizei
In Rehau gibt es eine Polizeiwache der Bayerischen Polizei, welche der Polizeiinspektion Hof angegliedert ist.

#### Freiwillige Feuerwehr
Die FF Rehau verfügt über 10 Fahrzeuge und einen Verkehrssicherungsanhänger (VSA).

#### Bezirksklinik
Die Bezirksklinik Rehau ist ein Fachkrankenhaus für Psychiatrie, Psychotherapie und Psychosomatik und Teil der Gesundheitseinrichtungen des Bezirks Oberfranken.
Die Klink nutzt die Gebäude des ehemaligen Krankenhauses des Landkreises Rehau.

### Medien
Die Frankenpost ist seit über 110 Jahren die regionale Tageszeitung, weil das Rehauer Tagblatt ebenfalls wie der Hofer Anzeiger keine eigenständigen Ausgaben mehr hat. Sie ist die regionale Ausgabe Stadt- und Landkreis Hof.
Die Stadt Rehau gibt mit dem REHport ein monatliches Mitteilungsblatt mit aktuellen Nachrichten, Informationen und Veranstaltungshinweisen heraus.

### Bildung
- Fachschule für Kunststofftechnik des Landkreises Hof in Rehau
- Forschungs- und Innovationscenter e. V. (KeKuTex)
- Staatliche Berufsschule Hof, Schulort Rehau
- Gutenbergschule Rehau, Grund- und Mittelschule
- Pestalozzischule Rehau, Grundschule
- Markgraf-Friedrich-Schule, Staatliche Realschule Rehau

## Persönlichkeiten

### Söhne und Töchter der Stadt
- Klaus Angermann (* 1953), Musikwissenschaftler und Operndramaturg
- Peter Angermann (* 1945), Maler
- Heinz Bayer (1926–1999), Politiker (SPD), 1972–1978 Abgeordneter des Hessischen Landtags
- Eberhard Bodenschatz (* 1959), Physiker
- Karl-Heinrich Bodenschatz (1890–1979), im Ersten Weltkrieg Adjutant Manfred von Richthofens, später General der Luftwaffe und Adjutant Hermann Görings
- Julius Burger (1883–unbekannt), Landrat
- Alexander Deeg (* 1972), evangelischer Theologe
- Harald Fuchs (* 1954), Künstler und Hochschullehrer
- Arthur Grimm (1908–nach 1990), Fotograf
- Hans Grimm (1905–1998), Regisseur
- Reinhard Höllerich (1947–2020), Schriftsteller und Mundart- und Heimatforscher
- Thomas Rödel (* 1967), Chemiker
- Helmut Rothemund (1929–2004), SPD-Politiker
- Norbert F. Schneider (* 1955), Soziologe, Leiter des Bundesinstituts für Bevölkerungsforschung
- Fritz Strobel (1888–1972), Politiker, Bürgermeister von Rehau, Mitglied des Bayerischen Landtags
- Hans Vogt (1890–1979), Ingenieur
- Jobst Wagner (* 1959), Konzernchef der Rehau AG
- Friedrich Wambsganß (1886–1979), Lehrer, NSDAP-Gauleiter und Synodalpräsident der Pfälzischen Landeskirche
- Hermann Winterling (1906–2008), Unternehmer
- Johann Nicol Adam Zeh (1845–1916), Gründer der Porzellanfabrik Zeh, Scherzer & Co., Bürgermeister und Landrat
- Ernst Zeh (1880–1954), Kunsthistoriker und Heimatforscher

### Persönlichkeiten, die vor Ort gewirkt haben

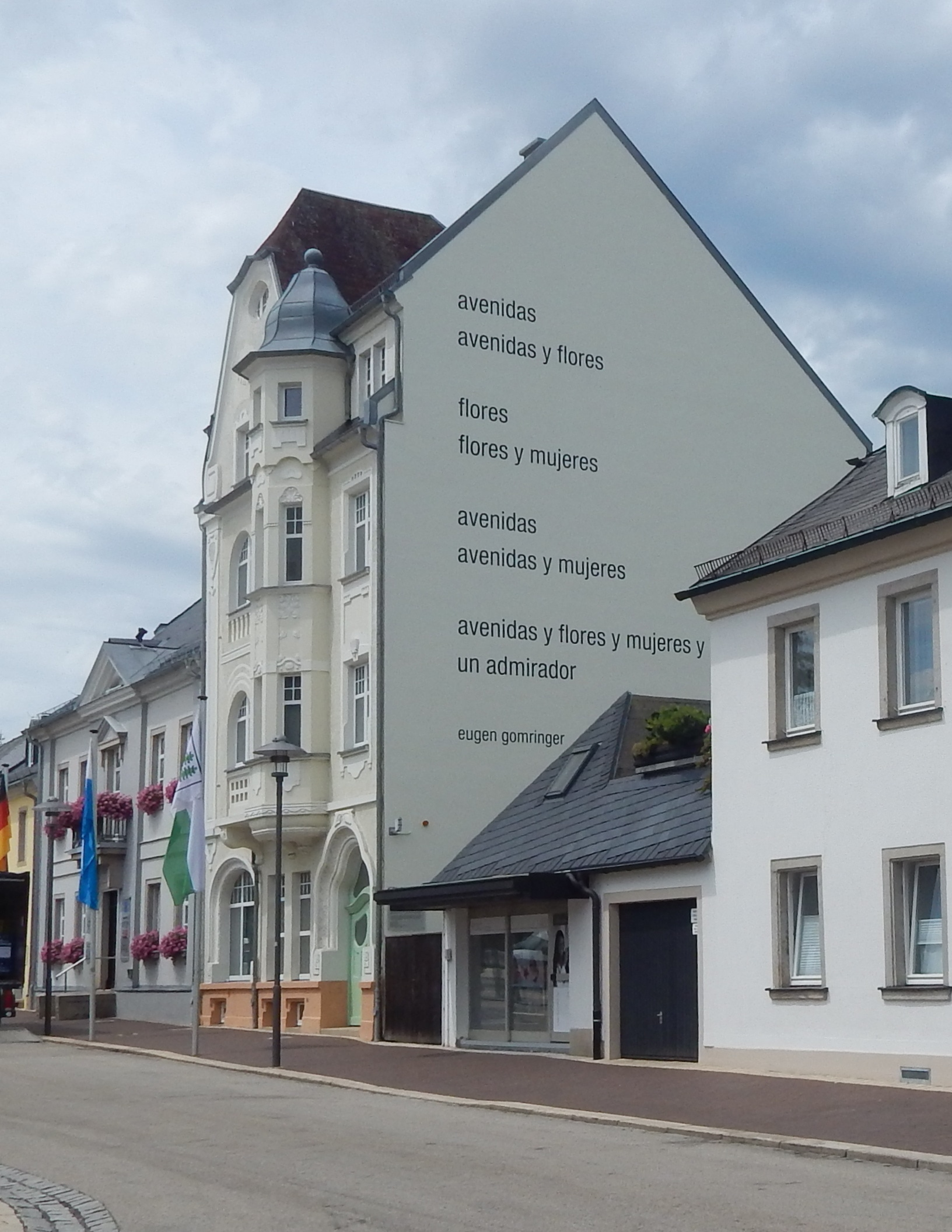
Maxplatz: Gedicht von Eugen Gomringer am Museum

- Georg Denzler (* 1930), katholischer Theologieprofessor, 1955–1956 Kaplan in Rehau
- Eugen Gomringer (* 1925), Künstler
- Nora Gomringer (* 1980), Künstlerin
- Erhard Friedrich Vogel (1750–1823), Pfarrer in Rehau von 1775 bis 1788
- Johann Christian Wirth (1756–1838), Pfarrer in Rehau von 1814 bis 1818

## Sonstiges
Der Schriftsteller Karl May setzte Rehau ein literarisches Denkmal in seinem 1897 erschienenen Roman Weihnacht. Zu Beginn des Romans trifft der aus Sachsen stammende Ich-Erzähler (Old Shatterhand) in Rehau eine arme Familie, die sich ohne Geld bis nach Bremen durchbetteln will, um von dort nach Amerika zu einem Verwandten zu reisen. Der Ich-Erzähler ringt sich dazu durch, der hoffnungslosen Familie seine Reisekasse zu überlassen. Etliche Jahre später, der Ich-Erzähler ist längst als Old Shatterhand bekannt, will er sich mit Winnetou in der Stadt Weston in Amerika treffen. Dort trifft Old Shatterhand aus Zufall mit der Familie aus Rehau zusammen, die ihn darum bittet, nach einem vermissten Verwandten von ihnen zu suchen, der in den Rocky Mountains verschwunden ist. Zusammen mit Winnetou macht er sich auf den Weg.
Seit Mai 2018 ziert das umstrittene Gedicht „avenidas“ von Eugen Gomringer den Ostgiebel des Gebäudes Maxplatz 9 in Rehau. In Rehau wurde damit ein Zeichen gesetzt, ein Zeichen der Unterstützung von Eugen Gomringer, der in Rehau seit vielen Jahren sein Zuhause hat. Das Gedicht „avenidas“ ging deutschlandweit durch die Medien und führte vielerorts zu ausschweifenden Debatten. Am ursprünglichen Standort des Gedichtes, nämlich der Alice Salomon Hochschule in Berlin, klagte man über angebliche sexistische Hintergründe der Zeilen von Eugen Gomringer. Das Gedicht besteht aus den spanischen Wörtern für Alleen, Blumen, Bäumen, Frauen und einem Bewunderer, der von Mitgliedern der Studierenden-Vertretung „Asta“ als frauenverachtend empfunden wurde. „Frauen werden im letzten Vers zu Objekten gemacht“, so eine der Kritikerinnen. Nach einem langen demokratischen Prozess haben dann die Hochschulleitung und die Studentenschaft entschieden, das Gedicht von der Fassade entfernen zu lassen. Gomringer selbst hat die Debatte um seine Zeilen nie verstanden.